# 5225 Loral
5225 Loral è un asteroide della fascia principale del diametro medio di circa 18,73 km. Scoperto nel 1983, presenta un'orbita caratterizzata da un semiasse maggiore pari a 3,0760678 UA e da un'eccentricità di 0,1908356, inclinata di 2,34782° rispetto all'eclittica.